# Aurica Buia
Aurica Buia (n. 16 februarie 1970, Bratovoești, România) este o fostă sportivă română de performanță care s-a specializat în probele de alergare de 10000 m, semimaraton și maraton.

## Carieră
Sportiva a participat la Campionatul Mondial de Cros din 1989 la categoria de junioare. În anii 1990, 1991 și 1997 a devenit campioană națională în proba de maraton. De trei ori a cucerit medalia de aur cu echipa României la Campionatele Mondiale de Semimaraton (1995, 1996, 1997), la care se adaugă două medalii de argint (1998, 2004) și una de bronz (1992). La individual a câștigat medalia de bronz la ediția din 1996, la Palma de Mallorca.
Aurica Buia a câștigat maratoanele de la București (1991), Oradea (1995), Viena (1996) și Nashville (2001, 2002). A participat de patru ori la Campionatele Mondiale de Atletism (1995, 1997, 2003, 2005).
În 2004 a fost decorată cu Medalia „Meritul Sportiv” clasa I.

## Realizări
| An   | Competiție                           | Locație                       | Loc | Eveniment   | Note    |
| ---- | ------------------------------------ | ----------------------------- | --- | ----------- | ------- |
| 1989 | Campionatul Mondial de Cros (sub 20) | Stavanger, Norvegia           | 93  | 4 km        | 17:47   |
| 1989 | Campionatul Mondial de Cros (sub 20) | Stavanger, Norvegia           | 12  | echipe      | 17:47   |
| 1991 | Maratonul de la București            | București, România            | 1   | maraton     | 2:33:13 |
| 1992 | Campionatul Mondial de Semimaraton   | South Shields, Marea Britanie | 19  | semimaraton | 1:12:03 |
| 1992 | Campionatul Mondial de Semimaraton   | South Shields, Marea Britanie | 3   | echipe      | 1:12:03 |
| 1993 | Maratonul de la Nagoya               | Nagoya, Japonia               | 8   | maraton     | 2:31:48 |
| 1993 | Maratonul de la Berlin               | Berlin, Germania              | 7   | maraton     | 2:33:40 |
| 1994 | Maratonul de la Berlin               | Berlin, Germania              | 6   | maraton     | 2:33:16 |
| 1995 | Maratonul de la Oradea               | Oradea, România               | 1   | maraton     | 2:32:48 |
| 1995 | Campionatul Mondial                  | Göteborg, Suedia              | 27  | maraton     | 2:45:13 |
| 1995 | Campionatul Mondial de Semimaraton   | Belfort, Franța               | 11  | semimaraton | 1:11:44 |
| 1995 | Campionatul Mondial de Semimaraton   | Belfort, Franța               | 1   | echipe      | 1:11:44 |
| 1996 | Maratonul de la Viena                | Viena, Austria                | 1   | maraton     | 2:31:39 |
| 1996 | Campionatul Mondial de Semimaraton   | Palma de Mallorca, Spania     | 3   | semimaraton | 1:11:01 |
| 1996 | Campionatul Mondial de Semimaraton   | Palma de Mallorca, Spania     | 1   | echipe      | 1:11:01 |
| 1996 | Maratonul de la Tokio                | Tokio, Japonia                | 4   | maraton     | 2:33:08 |
| 1997 | Campionatul Mondial                  | Atena, Grecia                 | 18  | maraton     | 2:41:45 |
| 1997 | Campionatul Mondial de Semimaraton   | Košice, Slovacia              | 11  | semimaraton | 1:11:44 |
| 1997 | Campionatul Mondial de Semimaraton   | Košice, Slovacia              | 1   | echipe      | 1:11:44 |
| 1998 | Maratonul de la Boston               | Boston, Statele Unite         | 10  | maraton     | 2:34:17 |
| 1998 | Campionatul European                 | Budapesta, Ungaria            | 22  | maraton     | 2:36:55 |
| 1998 | Campionatul Mondial de Semimaraton   | Zürich, Elveția               | 35  | semimaraton | 1:13:44 |
| 1998 | Campionatul Mondial de Semimaraton   | Zürich, Elveția               | 2   | echipe      | 1:13:44 |
| 1999 | Maratonul de la Los Angeles          | Los Angeles, Statele Unite    | 4   | maraton     | 2:37:54 |
| 1999 | Maratonul de la Viena                | Viena, Austria                | 4   | maraton     | 2:36:29 |
| 2000 | Maratonul de la Los Angeles          | Los Angeles, Statele Unite    | 4   | maraton     | 2:45:42 |
| 2001 | Maratonul de la Nashville            | Nashville, Statele Unite      | 1   | maraton     | 2:34:40 |
| 2001 | Maratonul de la San Diego            | San Diego, Statele Unite      | 8   | maraton     | 2:36:28 |
| 2001 | Campionatul Mondial de Semimaraton   | Bristol, Marea Britanie       | 14  | semimaraton | 1:10:40 |
| 2001 | Campionatul Mondial de Semimaraton   | Bristol, Marea Britanie       | 5   | echipe      | 1:10:40 |
| 2001 | Maratonul de la Milano               | Milano, Italia                | 6   | maraton     | 2:39:12 |
| 2002 | Maratonul de la Los Angeles          | Los Angeles, Statele Unite    | 5   | maraton     | 2:34:53 |
| 2002 | Maratonul de la Nashville            | Nashville, Statele Unite      | 1   | maraton     | 2:35:58 |
| 2002 | Maratonul de la Berlin               | Berlin, Germania              | 5   | maraton     | 2:32:47 |
| 2002 | Maratonul de la Singapore            | Singapore, Singapore          | 2   | maraton     | 2:40:53 |
| 2003 | Maratonul de la Los Angeles          | Los Angeles, Statele Unite    | 4   | maraton     | 2:34:15 |
| 2003 | Maratonul de la Viena                | Viena, Austria                | 2   | maraton     | 2:35:57 |
| 2003 | Campionatul Mondial                  | Paris, Franța                 | 45  | maraton     | 2:39:04 |
| 2004 | Maratonul de la Tempe                | Tempe, Statele Unite          | 6   | maraton     | 2:40:22 |
| 2004 | Maratonul de la Salt Lake City       | Salt Lake City, Statele Unite | 4   | maraton     | 2:40:31 |
| 2004 | Campionatul Mondial de Semimaraton   | New Delhi, India              | 25  | semimaraton | 1:15:10 |
| 2004 | Campionatul Mondial de Semimaraton   | New Delhi, India              | 2   | echipe      | 1:15:10 |
| 2005 | Maratonul de la Los Angeles          | Los Angeles, Statele Unite    | 9   | maraton     | 2:40:49 |
| 2005 | Maratonul de la Nashville            | Nashville, Statele Unite      | 2   | maraton     | 2:35:40 |
| 2005 | Campionatul Mondial                  | Helsinki, Finlanda            | 21  | maraton     | 2:33:20 |
| 2005 | Maratonul de la Istanbul             | Istanbul, Turcia              | 4   | maraton     | 2:38:21 |

1. 1 2 3 4  Aurica Buia a fost a patra cea mai bună româncă, doar primele trei au primit o medalie.

## Recorduri personale
| Probă       | Performanță | Dată             | Locație |
| ----------- | ----------- | ---------------- | ------- |
| Semimaraton | 1:10:40     | 7 octombrie 2001 | Bristol |
| Maraton     | 2:31:39     | 14 aprilie 1996  | Viena   |

## Legături externe
Materiale media legate de Aurica Buia la Wikimedia Commons
- en Aurica Buia la World Athletics
- en  Aurica Buia la athleticspodium.com